# Dansevise
Dansevise (Nederlands: Danswijsje) is een lied uit 1963 van het Deense echtpaar Grethe en Jørgen Ingmann. Het werd geschreven en gecomponeerd door Otto Francker en Sejr Volmer-Sørensen.
Met dit lied won Denemarken in 1963 het Eurovisiesongfestival.

## Achtergrond
Dansevise is een ingetogen popballad, waarvan de oorspronkelijke versie werd opgenomen door Jørgen Ingmann (op gitaar) en zijn echtgenote Grethe Ingmann (zang). In de Deenstalige tekst wordt het aanbreken van een nieuwe dag geschetst en allerlei geluiden beschreven, zoals het gefluit vanuit de top van een boom, een om zich heen grijpende kat, een rimpeling in het water van een beekje en het gefluister vanuit een heg. Vervolgens wendt de zangeres zich tot haar geliefde en vraagt zich af waarom diegene bij haar weggegaan is, waarna ze oproept om terug te komen en samen te dansen.

### Eurovisiesongfestival 1963
Grethe en Jørgen Ingmann namen met Dansevise in 1963 deel aan Dansk Melodi Grand Prix, de Deense nationale voorronde voor het Eurovisiesongfestival. Deze show vond op 24 februari van dat jaar plaats in Kopenhagen. Ze moesten het opnemen tegen andere bekende artiesten als Birthe Wilke, Bjørn Tidmand en Dario Campeotto, maar wisten de selectie duidelijk te winnen en werden daarmee aangewezen om Denemarken te vertegenwoordigen op het songfestival in Londen.

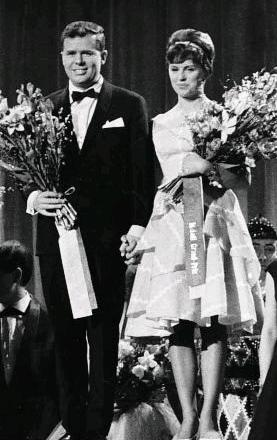
Grethe en Jørgen Ingmann na het winnen van Dansk Melodi Grand Prix (24 februari 1963)

De achtste editie van het Eurovisiesongfestival werd op 23 maart 1963 gehouden in de studio's van de BBC. Gitarist Jørgen Ingmann was voor een deel van het Europese publiek overigens geen onbekende, want hij had in 1961 al een grote internationale hit gescoord met Apache en daarna nog een reeks andere hits gehad, voornamelijk in Duitsland. Denemarken was als achtste van zestien landen aan de beurt. Hoewel de podiumact van de Denen statisch was (Jørgen zat op een kruk gitaar te spelen, terwijl Grethe naast hem stond te zingen), kreeg het optreden toch een bijzonder visueel effect mee dankzij de bewegende vormen die op het televisiescherm werden geprojecteerd. Het orkest, dat onder leiding stond van dirigent Kai Mortensen, bleef buiten beeld.
De puntentelling aan het einde van de avond verliep controversieel. Samen met de Israëlische zangeres Esther Ofarim, die uitkwam voor Zwitserland, streed het echtpaar Ingmann om de eerste plaats, waarbij Zwitserland uiteindelijk leek te gaan winnen. Toen de punten vanuit Noorwegen aan de beurt waren, gebeurde er echter iets opmerkelijks: de woordvoerder van de Noorse jury vermeldde de punten niet in de juiste volgorde, waardoor verwarring ontstond in de studio. Spontaan werd besloten de Noorse punten uit te stellen en eerst de overige landen te laten stemmen. Toen de Noren vervolgens als laatste land nogmaals aan de beurt kwamen, bleek hun puntenverdeling plots veranderd te zijn: koploper Zwitserland, dat een voorsprong van 2 punten verdedigde op Denemarken, kreeg van Noorwegen nu slechts één punt, terwijl dat er eerder nog drie waren. Denemarken, dat eerder twee Noorse punten kreeg, mocht er nu vier ontvangen. Tot onbegrip van de Zwitsers werd Denemarken hiermee uitgeroepen tot winnaar.
Pas later werd uitgelegd dat de Noorse jury tijdens de eerste stempoging nog druk bezig was om de punten van alle juryleden te verzamelen en de toen overhaast gegeven uitslag slechts een tussenstand betrof. Door de EBU werd bevestigd dat de in tweede instantie gegeven punten de geldige waren, waarmee de Deense zege legitiem werd verklaard. Het was de eerste songfestivaloverwinning voor Denemarken en ook de eerste keer dat het festival gewonnen werd door een duo. Tot op heden is Dansevise het enige winnende liedje dat in de Deense taal werd gezongen.

## Hitlijsten
Na de songfestivalzege werd Dansevise een bescheiden internationale hit. Behalve in Denemarken zelf was het ook een succes in onder meer Noorwegen, Finland en België. In Nederland stond de single gedurende drie maanden genoteerd in de maandelijkse hitlijst van het tijdschrift Muziek Expres (met een 28ste plaats als hoogste positie) en één maand in de hitlijst van Muziek Parade (op de 17de plaats). In Duitsland kwam het nummer niet verder dan de 49ste positie.

## Covers
Naast de oorspronkelijke Deense versie namen Grethe en Jørgen Ingmann hun Dansevise ook op in een Engelstalige uitvoering (I loved you) en een Duitstalige uitvoering (Der Sommer ging vorüber). Verder werd het nummer, al dan niet vertaald, nog door verschillende andere artiesten opgenomen. Hieronder volgt een selectie:
| Taal          | Titel                   | Tekstschrijver                        | Uitvoerenden                             | Jaar |
| ------------- | ----------------------- | ------------------------------------- | ---------------------------------------- | ---- |
| Deens         | Dansevise               | Otto Francker en Sejr Volmer-Sørensen | Lars H.U.G.                              | 1989 |
| Deens         | Dansevise               | Otto Francker en Sejr Volmer-Sørensen | To                                       | 1989 |
| Deens         | Dansevise               | Otto Francker en Sejr Volmer-Sørensen | Sinne Eeg                                | 2008 |
| Deens         | Dansevise               | Otto Francker en Sejr Volmer-Sørensen | Anne Herdorf & Jørgen de Mylius          | 2010 |
| Duits         | Der Sommer ging vorüber | Ralph Maria Siegel                    | Lys Assia                                | 1963 |
| Duits         | Der Sommer ging vorüber | Ralph Maria Siegel                    | Grethe en Jørgen Ingmann                 | 1963 |
| Engels        | I loved you             | Laura Weston                          | Grethe en Jørgen Ingmann                 | 1963 |
| Fins          | Tanssilaulu             | Sauvo Puhtila                         | Laila Kinnunen                           | 1963 |
| Fins          | Tanssilaulu             | Sauvo Puhtila                         | Eija Kantola                             | 2002 |
| Fins          | Tanssilaulu             | Sauvo Puhtila                         | Milana                                   | 2008 |
| Frans         | Marika                  | Jean-Claude Darnal                    | Jennifer                                 | 1963 |
| Nederlands    | Danswijsje              | Willy Rex en Jacques van Tol          | Corry Brokken                            | 1963 |
| Nederlands    | Danswijsje              | Willy Rex en Jacques van Tol          | Jo Leemans                               | 1963 |
| Nederlands    | 't Is toch vreemd       | Dave von Raven                        | The Kik                                  | 2022 |
| Spaans        | Balada del amanecer     | Augusto Algueró                       | Luis Gardey                              | 1963 |
| Spaans        | Balada del amanecer     | Augusto Algueró                       | Rudy Ventura y su conjunto               | 1963 |
| Spaans        | Balada del amanecer     | Augusto Algueró                       | Los P y P                                | 1963 |
| Spaans        | Balada del amanecer     | Augusto Algueró                       | Encarnita Polo                           | 1963 |
| Spaans        | Balada del amanecer     | Augusto Algueró                       | Latin Combo                              | 1963 |
| Zweeds        | Drömdans                | Ingrid Reuterskiöld                   | Majbritt Persson                         | 1963 |
| Zweeds        | Drömdans                | Ingrid Reuterskiöld                   | Anne-Lie Rydé & Søs Fenger               | 1992 |
| Zweeds        | Dansvisa                | Anna-Mia Barwe                        | Trio BRS, Mattias Carlson & Johan Kolsut | 2020 |
| Instrumentaal | Dansevise               | Otto Francker en Sejr Volmer-Sørensen | The Cousins                              | 1963 |
| Instrumentaal | Dansevise               | Otto Francker en Sejr Volmer-Sørensen | Franck Pourcel                           | 1963 |
| Instrumentaal | Dansevise               | Otto Francker en Sejr Volmer-Sørensen | Jørgen Ingmann                           | 1981 |

1956: Refrain · 
1957: Net als toen · 
1958: Dors, mon amour · 
1959: 'n Beetje · 
1960: Tom Pillibi · 
1961: Nous les amoureux · 
1962: Un premier amour · 
1963: Dansevise · 
1964: Non ho l'età · 
1965: Poupée de cire, poupée de son · 
1966: Merci, chérie · 
1967: Puppet on a string · 
1968: La la la · 
1969: Un jour, un enfant, De troubadour, Vivo cantando, Boom bang-a-bang · 
1970: All kinds of everything · 
1971: Un banc, un arbre, une rue · 
1972: Après toi · 
1973: Tu te reconnaîtras · 
1974: Waterloo · 
1975: Ding-a-dong · 
1976: Save your kisses for me · 
1977: L'oiseau et l'enfant · 
1978: A-ba-ni-bi · 
1979: Hallelujah · 
1980: What's another year · 
1981: Making your mind up · 
1982: Ein bißchen Frieden · 
1983: Si la vie est cadeau · 
1984: Diggi-loo diggi-ley · 
1985: La det swinge · 
1986: J'aime la vie · 
1987: Hold me now · 
1988: Ne partez pas sans moi · 
1989: Rock me · 
1990: Insieme: 1992 · 
1991: Fångad av en stormvind · 
1992: Why me? · 
1993: In your eyes · 
1994: Rock 'n' roll kids · 
1995: Nocturne · 
1996: The voice · 
1997: Love shine a light · 
1998: Diva · 
1999: Take me to your heaven · 
2000: Fly on the wings of love · 
2001: Everybody · 
2002: I wanna · 
2003: Everyway that I can · 
2004: Wild dances · 
2005: My number one · 
2006: Hard rock hallelujah · 
2007: Molitva · 
2008: Believe · 
2009: Fairytale · 
2010: Satellite · 
2011: Running scared · 
2012: Euphoria · 
2013: Only teardrops · 
2014: Rise like a phoenix · 
2015: Heroes · 
2016: 1944 · 
2017: Amar pelos dois · 
2018: Toy · 
2019: Arcade · 
2021: Zitti e buoni · 
2022: Stefania · 
2023: Tattoo · 
2024: The code